# Lockheed Martin A-4AR Fightinghawk
A-4AR Fightinghawk je uvelike unaprijeđena inačica američkog jurišnog zrakoplova A-4 Skyhawk koju koristi argentinsko ratno zrakoplovstvo.

## Pozadina razvoja
Tijekom Falklandskog rata 1982. Argentinsko zrakoplovstvo je pretrpilo teške gubitke izgubivši oko 60 zrakoplova, a kako je ekonomsko stanje u zemlji bilo loše nije bilo dovoljno sredstava za nabavu novih zrakoplova, a embargo na uvoz opreme je još više pogoršao stvari.
1989. za predsjednika Argentine je izabran Carlos Menem te je brzo stvorio pro-američku politiku. Uskoro je dogovorena moderinizacija 36 Argentinskih A-4M Skyhawka koju je trebao provesti Lockheed Martin i privatizacija argentinske Fabrice Militar de Aviones.

## Povijest korištenja
Prvi Fightinghawkovi su došli 18. prosinca 1997. primivši oznake C-901 do C-936 a posljednji zrakoplov je isporučen u ožujku 1999.
Svi zrakoplovi su dostavljeni 5. zračnoj brigadi gdje su zamijenili starije A-4P, te su odmah počeli s letovima presrećući švercerske rute i zrakoplove koji su prevozili drogu na sjeveru zemlje. 
Tijekom 2004. sudjelovali su na združenoj vježbi s Venecuelom i Brazilom.

## Tehničke karakteristike (A-4AR Fightinghawk)
Osnovne karakteristike
- dužina: 12,3 m
- raspon krila: 8,38 m
- površina krila: 24,15 m2
- visina: 4,57 m

Letne karakteristike
- najveća brzina: 1.080 km/h
- dolet: 3.220 km
- brzina penjanja: 43 m/s
- najveća visina leta: 12.880 m
- specifično opterećenje krila: 344,4 kg/m2
- motor: 1× Pratt & Whitney J52P-408A